# Полне разлике
Полне разлике је уопштено, разлике које се јављају изван примарних и секундарних полних карактеристика. Уобичајено се мисли на разлике у резултатима на тестовима личности, тестовима способности, инвентарима интересовања и скалама ставова. Порекло тих разлика није разјашњено, али се манифестује у избору занимања и постигнутим резултатима. У појединим областима постоји тенденција фаворизовања мушкараца у смислу већих надокнада за сличан рад или бржег напредовања. Овакви ставови и пракса узрок су деловања различитих феминистичких организација и државне политике родне равноправности.